# Sebastián Piñera
Miguel Juan Sebastián Piñera Echenique, född 1 december 1949 i Santiago, död 6 februari 2024 i Lago Ranco i regionen Los Ríos, var en chilensk affärsman och politiker. Piñera var Chiles president 2010–2014 samt 2018–2022.
Piñera utsågs till kandidat i presidentvalet i Chile 2009 som representant för center-höger-koalitionen Coalición por el Cambio ("Koalition för förändring"). Piñera representerar högerpartiet Renovación Nacional, men stöds i kampanjen också av Unión Demócrata Independiente (UDI). I den första valomgången den 13 december 2009 vann han, men utan att få tillräckligt många röster för att kunna undvika en andra valomgång mot näst bästa kandidaten. Han vann även den andra valomgången den 17 januari, och blev den förste högerkandidaten att vinna ett fritt presidentval i Chile sedan Jorge Alessandri 1958.

## Biografi
Piñera föddes i Santiago som son till Magdalena Echenique Rozas och José Piñera Carvallo, en ingenjör som arbetade för CORFO och var Chiles ambassadör i Belgien och Förenta Nationerna. Han var tredje sonen i en familj av fyra bröder och två systrar: Guadalupe, José Piñera (tidigare arbetsmarknadsminister under Augusto Pinochet), Pablo, Sebastián, Miguel (en sångare) och Magdalena. Han har en kandidatexamen i ekonomi från det katolska chilenska universitetet Pontificia Universidad Católica de Chile och magisterexamen och doktorsexamen i ämnet från Harvard University. Han var gift med Cecilia Morel Montes och de har fyra barn: Magdalena, Cecilia, Sebastián och Cristóbal. Hans bror Miguel Piñera ber honom ofta om pengar, enligt El Mercurio.
I juni 2008 genomgick Piñera en operation på både nedre och övre ögonlocken. Han motiverade operationen med strikt medicinska skäl, då han anförde att han höll på att förlora sitt perifera seende, vilket är nödvändigt för att själv flyga flygplan.
I mars 2009 bedömdes Sebastian Piñeras nettoförmögenhet vara 1 miljard amerikanska dollar.

## Affärer
Piñera ägde 100 procent av Chilevisión – en chilensk TV-kanal som sänder över marknätet i hela landet, numer har Time Warner kontroll över kanalen. – 27 procent av Lan Airlines (LAN), 13 procent av Colo-Colo, en fotbollsklubb och har stora andelar i företag som Quiñenco, Enersis och Soquimich. Enligt Forbes Magazine är Piñera miljardär. Hans förmögenhet beror till stor del på hans medverkan till att introducera kreditkortet i Chile under sent 1970-tal och hans senare investeringar framför allt i aktier i LAN, ett tidigare statligt företag som han köpte 1994 tillsammans med familjen Cueto.
År 1982 utfärdades en arresteringsorder efter Piñera, då han anklagades för att ha brutit mot banklagarna under sin tid som chef för banken Talca. Piñera gömde sig i tjugofyra dagar medan hans advokater överklagade arresteringsordern. De förlorade i andrainstansen men vann i högsta instans, varvid Piñera friades.
I juli 2007 dömdes Piñera till dryga böter för insideraffärer av aktier i LAN under 2006. Piñera nekade till alla anklagelser och menade att processen var en del av ett politiskt angrepp för att skada hans anseende. Han överklagade inte, då han menade att domstolsprocessen skulle kunna ta flera år och störa hans planer på att kandidera till president 2009. Senare samma månad avgick han från styrelserna för LAN och Quintec.

## Politisk karriär
Piñera har påstått att han röstade nej i folkomröstningen mot Augusto Pinochet 1988. År 1989 ledde han presidentkampanjen för Hernán Büchi, tidigare finansminister under Pinochet. I samma val valdes Piñera till senator för östra Santiago, en post han innehade 1990–1998. En kort tid efter valet gick han med i center-högerpartiet Renovación Nacional (RN). Under sin mandatperiod i senaten var han ledamot av senatens finansutskott.
År 1992 slutade Piñeras försök att bli sitt partis presidentkandidat i det följande valet i en skandal, där en avlyssnad konversation mellan honom och en vän avslöjades under ett politiskt tv-program som han deltog i. I samtalet konspirerade han emot sin motkandidat Evelyn Matthei. Det framkom sedan att bandet med samtalet hade spelats in olagligt av en militär och sedan överlämnats till Matthei, som därefter gav det till tv-stationens ägare Ricardo Claro. Matthei valde också att avsluta sin presidentvalskampanj.
Piñera var ordförande för RN från 2001 till 2004. Han försökte kandidera till senaten 2001, men avbröt sin kampanj sedan han hade hotats av sitt allierade parti, Unión Demócrata Independiente (UDI), att 1999 års presidentkandidat Joaquín Lavín inte skulle stödja kandidater från Piñeras parti om han inte drog sig ur, och stödja den före detta militären Jorge Arancibia för senatsdistriktet i stället.
Den 14 maj 2005 kungjorde Piñera överraskande att han skulle kandidera i presidentvalet 2005. Tanken hade varit att RN skulle stödja UDI:s kandidat Lavín. Han beskrev sin politiska ideologi som kristen humanism. Om han hade valts, skulle han ha blivit den förste miljardären att bli president i Chile. I valets första omgång, den 11 december 2005, fick han 25,4 procent av rösterna, vilket gav honom en andraplats. Eftersom ingen av kandidaterna fick över hälften av rösterna hölls en andra valomgång den 15 januari 2006 mellan honom och Michelle Bachelet från den styrande koalitionen. Bachelet vann presidentposten med över 53 procent av rösterna i andra omgången[källa behövs].
Piñera kandiderade i presidentvalet 2009 och ledde i opinionsundersökningarna i augusti. Han vann den första valomgången, men utan de drygt 50 procent av rösterna som behövs för att slippa en andra valomgång. Han ställdes mot den tidigare presidenten Eduardo Frei i den andra valomgången i januari. Han vann den andra valomgången den 17 januari 2010.
Piñera gjorde sig hösten 2010 känd över hela världen i samband med gruvolyckan i Copiapó och den därefter följande räddningsaktionen. Sedan studentprotesterna i Chile 2011 startade i april var Piñera och hans regering hårt pressad. Chiles elev- och studentförbund har lagt fram krav på att få slut på den olagliga vinstverksamheten inom Chiles högskolor och skolor. Piñera svarade med att kalla utbildning för en konsumtionsvara, och har sagt att ”vinst [inom utbildningssektorn] är kompensation för hårt arbete”.

## Död
Piñera avled i en helikopterolycka den 6 februari 2024, omkring klockan 15:00 lokal tid. Helikoptern, som flögs av Piñera själv, kraschade i sjön Lago Ranco i regionen Los Ríos i södra Chile. Den troliga orsaken till olyckan ska ha varit dåligt väder. Fyra personer färdades i helikoptern, av vilka samtliga utom Piñera överlevde.
Chiles president och Piñeras efterträdare Gabriel Boric förklarade tre dagars landssorg efter olyckan, och meddelade att Piñera skulle föräras med en statsbegravning, vilken skedde den 9 februari 2024 i Santiagos katedral[källa behövs].